# Super Mario Party Jamboree
Super Mario Party Jamboree (スーパーマリオブラザーズ?, Sūpā Mariopāti Janborī) è un videogioco party sviluppato da Nintendo Cube e pubblicato da Nintendo per Nintendo Switch. È il tredicesimo capitolo della serie Mario Party e il terzo su Nintendo Switch, dopo Super Mario Party (2018) e Mario Party Superstars (2021). È il successore di Super Mario Party, uscito in tutto il mondo il 17 ottobre 2024.
Il gioco contiene 112 minigiochi, sette tabelloni e una modalità online da 20 giocatori, "Bowserathlon", per quello che è stato definito da Nintendo come "Il Mario Party più grande di sempre".
Una versione esclusiva per Nintendo Switch 2 intitolata Super Mario Party Jamboree + Jamboree TV, un DLC che include nuovi minigiochi che sfruttano l’hardware della nuova console, sarà disponibile all’acquisto nel Nintendo e-Shop e nei negozi il 24 luglio 2025.

## Modalità di gioco
Il gioco è composto da diverse modalità di gioco a cui si accede tramite l'hub principale, la Piazza Party. Qui è possibile modificare le impostazioni, collegarsi alla rete, acquistare icone e musiche con i punti Party e giocare Aiutante in arrivo, la modalità storia. A differenza del predecessore Super Mario Party (2018) i "minigiochi dinamici" con i Joy-Con sono facoltativi. 

### Personaggi
Il gioco comprende in tutto 22 personaggi giocabili, tra cui due nuovi arrivati da sbloccare, Pauline e Ninji: Mario, Luigi, Peach, Daisy, Wario, Waluigi, Yoshi, Toad, Toadette, Rosalinda, Pauline, Donkey Kong, Strutzi, Bowser, Goomba, Tipo Timido, Koopa, Tantatalpa, Bowser Jr., Boo e Spunzo
Dirigendosi alla mongolfiera il giocatore accede alla mappa del mondo, che include tutti i tabelloni e tutte le modalità, rappresentati dalle isole. 

### Mario Party
È il classico Mario Party. Un massimo di quattro giocatori tira dadi e si muove per gli spazi di un tabellone, ottenendo monete, oggetti e stelle: alla fine di ogni turno scatta un minigioco. Vince il giocatore che alla fine dei turni ha accumulato più stelle e monete, in ordine di importanza, diventando una Superstar. Ritornano il sistema dei partner degli scorsi giochi, adesso definito "Partner Jamboree", e gli "spazi Bowser", che stavolta evocano un "Bowser Finto", trattandosi di uno sgherro di Kamek trasformato da Kamek stesso durante il filmato introduttivo del gioco. Si possono scegliere la durata della partita e le regole, suddivise in "semplificate" e "per esperti".

#### Tabelloni
Sono presenti 7 tabelloni: 
- Bosco di Mega Torcibruco
- Circuito Giradado
- Isola Goomba
- Galleria Arcobaleno
- Western Land (sbloccabile) (da Mario Party 2)
- Castello Arcobaleno di Mario (sbloccabile) (da Mario Party)
- Covo di Bowser (sbloccabile)

### Isola dinamica
In quest'isola sono presenti i giochi che fanno pienamente utilizzo dei sensori di movimento dei Joy-Con. Sono disponibili solo in locale, a differenza delle altre modalità.

#### Scuola di volo di Paratroopa
Il giocatore impugna due Joy-Con estendendo le braccia in orizzontale, e punta gli stick verso il basso, per controllare le ali di Mario (Luigi per il secondo giocatore). Si plana e vira in un'isola esplorabile nelle tre modalità: Scontro Alato, Taxi Paratroopa e Volo libero.

#### Fabbrica di Toad
L'obiettivo è far giungere una sfera alla meta manipolando gli ostacoli grazie ai sensori di movimento.

#### Piatti ritmati
4 giocatori cucinano a ritmo di musica e vengono giudicati in base alla loro performance.

### Sfide di Bowser

#### Bowserathlon
20 giocatori in contemporanea affrontano degli appositi minigiochi (tra cui minigiochi di sopravvivenza) collezionando più monete possibili. In base al risultato si avanza o si retrocede sia nella mappa sia nella classifica. Vince il giocatore che per primo raggiunge il traguardo.

#### Squadra anti-Bowser
Un gruppo di 8 giocatori collabora per sconfiggere Bowser finto per mezzo di bombe, cannoni, e altri oggetti da ottenere tramite dei minigiochi cooperativi.

### Porto dei minigiochi
Qui si possono giocare i 112 minigiochi in modo indipendente dai tabelloni. Ci sono diverse opzioni: Modalità libera, Prova del giorno, Partita in coppia, Sopravvivenza e Serie di minigiochi sfida.

## Sviluppo
Super Mario Party Jamboree è stato annunciato durante il Nintendo Direct del 18 giugno 2024.

## Accoglienza
Super Mario Party Jamboree ha ricevuto recensioni generalmente favorevoli dalla critica, secondo l'aggregatore di recensioni Metacritic, ed è attualmente il gioco della serie con la valutazione più alta sul sito. È stato nominato tra i "Best Family Game" e "Best Multiplayer" ai The Game Awards 2024.
Nonostante sia uscito solo ad ottobre, Super Mario Party Jamboree è stato il titolo videoludico più venduto in Giappone nel 2024, con 954.261 copie piazzate, mentre le vendite in tutto il mondo sono state pari a 6,17 milioni.